# Hardinvast
Hardinvast település Franciaországban, Manche megyében. Lakosainak száma 924 fő (2022. január 1.). Hardinvast Martinvast, Couville, Saint-Martin-le-Gréard, Sideville és Tollevast községekkel határos.

## Népesség
A település népességének változása:
| Lakosok száma | 412  | 687  | 746  | 912  | 883  | 877  | 881  | 883  | 897  | 924  |
|               | 1968 | 1982 | 1990 | 2006 | 2013 | 2015 | 2017 | 2019 | 2020 | 2022 |